# Escuela Nacional de Experimentación y Realización Cinematográfica
L'Escuela Nacional de Experimentación y Realización Cinematográfica (ENERC), dependent de l'Instituto Nacional de Cine y Artes Audiovisuales (INCAA), és una institució pública i estatal argentina centrada íntegrament en la formació cinematogràfica. Actualment ofereix set carreres terciàries: Producció, Guió, Realització (direcció), Muntatge, So, Fotografia i Art.
Cerca formar professionals de qualitat en l'àmbit audiovisual. Per a això, no sols compta amb una reconeguda planta docent, sinó també amb un rigorós procés de selecció dels alumnes mitjançant exàmens i entrevistes, i un règim de cursada caracteritzat per una relació personalitzada entre docent i alumne. Admet només deu ingresantes per any en cada carrera. El fet que les seves carreres siguin no aranceladas permet que l'ingrés sigui per mèrit i no lligat a la posició econòmica del postulant. Brinda igualtat de condicions, de materials i d'equipament per a tots els estudiants.
La ENERC ofereix, a més, nombrosos cursos breus sobre temes específics de l'activitat audiovisual, orientats a la comunitat, a graduats de carreres audiovisuals i a professionals del sector audiovisual.
Paral·lelament, l'Escola realitza amb freqüència classes magistrals de cineastes o actors convidats, incloent-hi figures com Francis Ford Coppola, Walter Murch, Agnès Jaoui, Leonardo Sbaraglia, Dan Katcher, Chris Munro, Adolfo Aristarain, Eugenio Caballero, Mark Berger, John Landis i Maria de Medeiros,
Entre els graduats de l'ENERC destaquen Fabián Bielinsky, Ana Piterbarg, Lucía Puenzo, Hernán Goldfrid, María Alché, Julia Solomonoff, Sandra Gugliotta, Fernando Salem, Pablo Rovito, Juan Bautista Stagnaro, Beda Docampo Feijoo, Fernando Martín Peña, Gretel Suárez, Gastón Rothschild, Lucrecia Martel, i la guanyadora de l'Oscar Vanessa Ragone.